# 파드 빈 마무드 알사이드

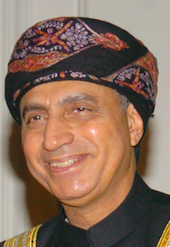

파드 빈 마무드 알사이드(아랍어: سيد فهد بن محمود آل سعيد, 1944년 ~ ) 오만 부총리로 1970년 6월 23일부터 직을 수행 하고 있다.
술탄에게 불상사가 생길시 국정을 안정시키는 임무를 맡고 있다.